# Jaume Forner

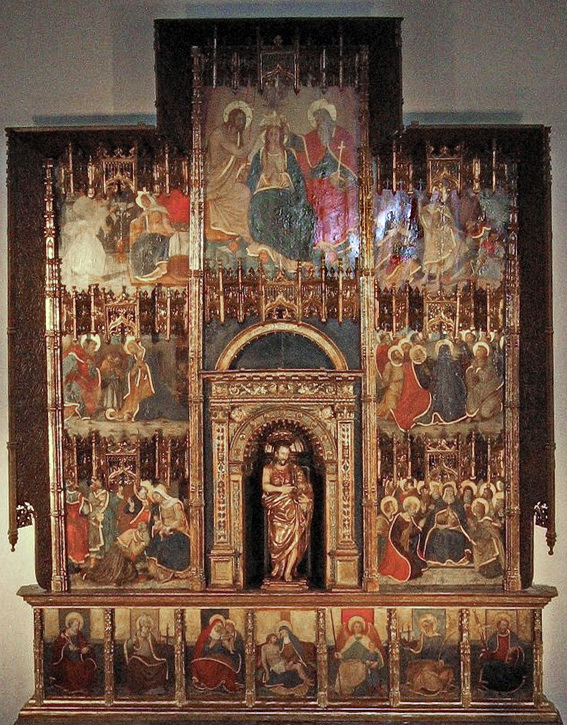
Retaule de Sant Joan, 1544

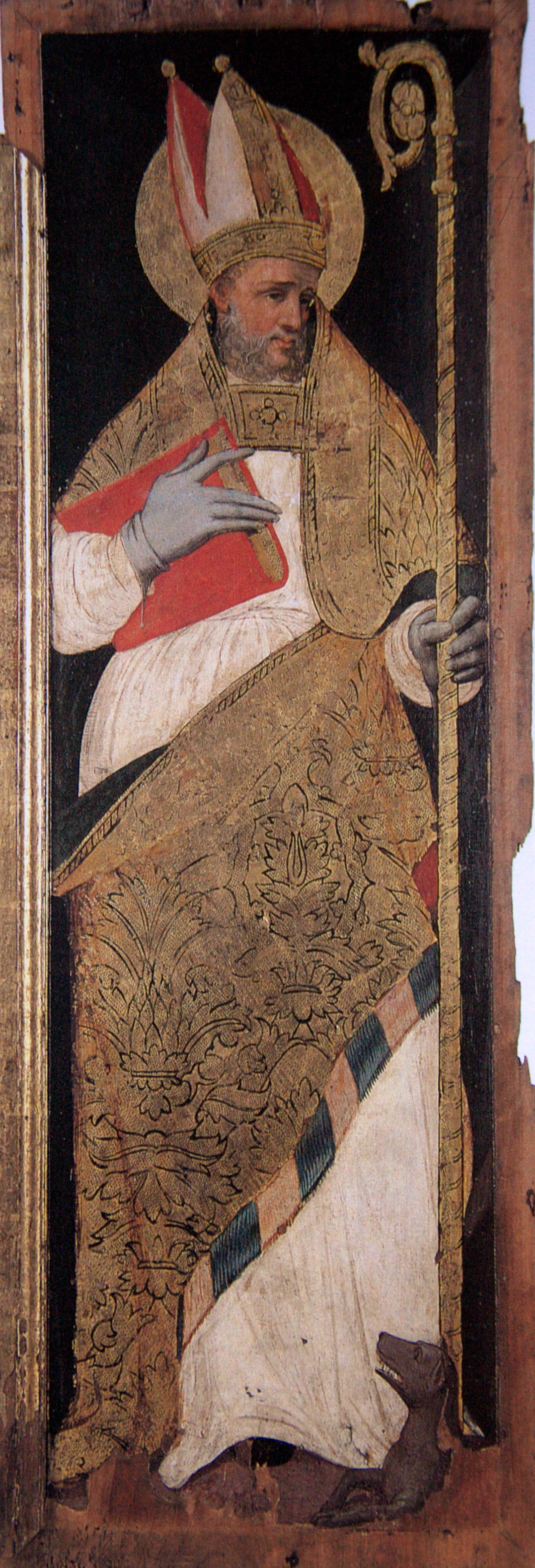
Sant Llop, podria ser una obra de Forner. Museu Diocesà de Barcelona

Jaume Forner (Rosselló, c. 1500 ? - Barcelona, c. 1557) va ser un pintor rossellonès actiu a Perpinyà entre 1516 i 1527, i Barcelona durant el segon terç del segle xvi. El seu estil és plenament renaixentista, amb alguns trets arcaïtzants que el fan més popular. Va estar casat amb Catherina i varen tenir dos fills, Magdalena i Bartomeu Forner, Bartholomeus Forner, pictor, civis Barchinone, també pintor, documentat l'any 1565 a propòsit de la venda d'un violari i d'una procura.
Esmentat a Perpinyà el 1516, es va traslladar a Barcelona en un moment que hi anaven molts pintors estrangers. Els seus encàrrecs estaven inicialment situats a la zona propera a Barcelona, Maresme, Vallès, etc., però a partir de 1550, després de la mort de Perot Gascó, actiu a Vic, va rebre nous encàrrecs de la zona d'Osona.

## Estil
La trajectòria de Jaume Forner representa un pont entre la cultura pictòrica dels primers anys del segle xvi i la dècada de 1650. El retaule de la Mare de Déu de Marcèvol de 1527, única obra conservada del període rossellonès, mostra una interessant personalitat artística en el context local. El retaule major de l'església parroquial de Sant Julià d'Argentona fet en societat amb Antoni Ropit i Nicolau de Credença, actualment destruït, manifesta encara un llenguatge expressiu basat principalment en els gravats de Dürer. Però la inquietud de Forner per actualitzar i renovar el seu llenguatge es detecta en el retaule de Santa Agnès de Malanyanes, de l'any 1535, i es confirma amb el retaule del santuari del Vinyet de Sitges. En aquesta obra Forner fa un ús sistemàtic dels models rafaelescos, divulgats a través de les estampes de Marcantonio Raimondi. A partir de la dècada de 1550 va col·laborar regularment amb Pietro Paolo de Montalbergo a la Plana de Vic, on va contribuir també a la difusió dels estils i models «romanistes» que havien arrelat als principals tallers de Barcelona, tot i conservar els models durerians, com en el cas del retaule de Sant Vicenç de Malla, pintat pel seu soci, l'italià Montalbergo.

## Obra
- 1524 retaule de Santa Peronella de la catedral de Sant Joan de Perpinyà
- 1527 predel·la i les taules centrals del retaule de Marcèvol, Vinça. Actualment, només la predel·la conserva l'estil original. La resta va ser transformat al segle xvii.[5]
- 1524-31 col·labora amb Nicolau de Credença i Antoni Ropit en el retaule de Sant Julià d'Argentona, destruït el 22 de juliol de 1936.[6]
- 1531 retaule per a la Llotja de Mar de Barcelona en col·laboració amb Martí Díez de Liatzasolo.[6]
- 1531 retaule de Sant Romà de la parròquia de Llec l'Hospitalet de Llobregat
- 1536 retaule de Santa Agnès de Malanyanes (actualment al Museu Diocesà de Barcelona).[6]
- 1544 retaule de la Concepció per al santuari del Vinyet de Sitges. El 1915 es va traslladar a la capella de l'Hospital de Sant Joan de Sitges construït per Josep Font i Gumà i es va canviar la talla central d'una Mare de Déu per un Sant Joan, patró del nou hospital. El retaule de 4,7 x 3,5 metres va ser restaurat el 2009.[7]
- 1552 contractà la pintura del retaule de la capella de la Concepció, dels Claustres Nous de la Catedral de Vic.[2]
- 1553 Contractà amb Joan Eriçó el retaule de l'altar major de Sant Pere d'Octavià, que no va acabar.
- 1554 retaule de Sant Vicenç de Malla. Pietro Paolo de Montalbergo el va subcontractar per a fer el daurat
- 1554 retaule de Sant Joan de l'església monàstica de la Mare de Déu del Carme de Vic, on pinta els dos carrers laterals i les polseres.[2]
- 1555 es va comprometre a pintar el retaule per Sant Esteve de Vila-setrú, Manlleu.[2]
- 1557 retaule de l'església de Tagamanent juntament amb Pietro Paolo de Montalbergo pel qual varen cobrar 200 lliures.[8]

Aquests encàrrecs a la zona del Congost, fan que Rafael Cornudella li atribueixi la taula de Sant Llop de l'església parroquial de Figaró que avui es conserva al museu Diocesà de Barcelona.

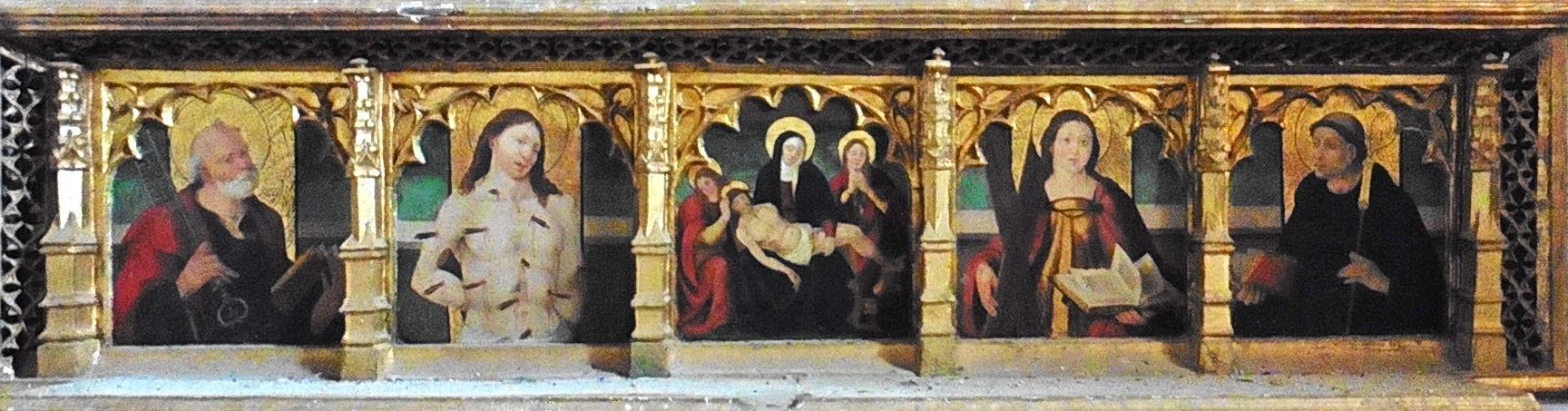
Predel·la del retaule de Marcèvol. Museu Diocesà de Barcelona

- Retaule de Santa Úrsula